# Coppa dei Campioni 1984-1985 (hockey su pista)
La Coppa dei Campioni 1984-1985 è stata la 20ª edizione della massima competizione europea di hockey su pista riservata alle squadre di club. Il torneo ha avuto inizio il 13 aprile e si è concluso il 30 giugno 1985.
Il titolo è stato conquistato dal Barcellona per la decima volta nella sua storia, l'ottava consecutiva.

## Squadre partecipanti
| Nazione        | Club             | Città      | Qualificazione                                                                      |
| -------------- | ---------------- | ---------- | ----------------------------------------------------------------------------------- |
| Belgio         | Royal Sunday     | Bruxelles  |                                                                                     |
| Francia        | Coutras          | Coutras    | 1º in 1ere Division 1984, campione di Francia                                       |
| Germania Ovest | Cronenberg       | Wuppertal  | 1º in 1 Bundesliga 1984, campione di Germania Ovest                                 |
| Inghilterra    | Southsea         | Portsmouth | 1º in Roller Hockey Premier League 1984, campione d'Inghilterra                     |
| Italia         | Amatori Vercelli | Vercelli   | 1º in Serie A1 1983-1984, vince i play-off, campione d'Italia                       |
| Paesi Bassi    | Lichtstad        | Eindhoven  | 1º in 1ª Klasse 1984, campione dei Paesi Bassi                                      |
| Portogallo     | Porto            | Porto      | 1º in 1ª Divisão 1983-1984, campione del Portogallo                                 |
| Spagna         | Barcellona       | Barcellona | Campione d'Europa in carica e 1º in División de Honor 1983-1984, campione di Spagna |
| Spagna         | Tordera          | Tordera    | 1º in División de Honor 1983-1984, campione di Spagna                               |
| Svizzera       | Montreux         | Montreux   | 1º in Lega Nazionale A 1984, campione di Svizzera                                   |

## Risultati

### Primo turno
| Squadra 1    | Totale  | Squadra 2 | Andata | Ritorno |
| ------------ | ------- | --------- | ------ | ------- |
| Cronenberg   | 5 - 11  | Tordera   | 3 - 5  | 2 - 6   |
| Royal Sunday | 18 - 16 | Montreux  | 8 - 10 | 10 - 6  |

### Quarti di finale
| Squadra 1        | Totale          | Squadra 2    | Andata | Ritorno |
| ---------------- | --------------- | ------------ | ------ | ------- |
| Amatori Vercelli | 8 - 8 (1-2 dtr) | Tordera      | 6 - 4  | 2 - 4   |
| Lichtstad        | 15 - 3          | Coutras      | 11 - 1 | 4 - 2   |
| Porto            | 21 - 7          | Royal Sunday | 12 - 3 | 9 - 4   |
| Southsea         | 7 - 21          | Barcellona   | 2 - 9  | 5 - 12  |

### Semifinali
| Squadra 1 | Totale  | Squadra 2  | Andata | Ritorno |
| --------- | ------- | ---------- | ------ | ------- |
| Lichtstad | 5 - 11  | Porto      | 4 - 4  | 1 - 7   |
| Tordera   | 11 - 17 | Barcellona | 5 - 7  | 6 - 10  |

### Finale
| Squadra 1 | Totale          | Squadra 2  | Andata | Ritorno |
| --------- | --------------- | ---------- | ------ | ------- |
| Porto     | 9 - 9 (0-1 dtr) | Barcellona | 5 - 4  | 4 - 5   |

#### Andata
| Porto 22 giugno 1985 | Porto | 5 – 4 | Barcellona | Pavilhão Rosa Mota |

#### Ritorno
| Barcellona 30 giugno 1985              | Barcellona     | 5 – 4 (d.t.s.) | Porto | Palau Blaugrana |
| \| \| \| \| \| \| Shootout 1 – 0 \| \| |                |                |       |                 |
|                                        |                |                |       |                 |
|                                        | Shootout 1 – 0 |                |       |                 |